# Olbiogaster midas
Olbiogaster midas är en tvåvingeart som beskrevs av Tozoni 1993. Olbiogaster midas ingår i släktet Olbiogaster och familjen fönstermyggor. Inga underarter finns listade i Catalogue of Life.